# Campionat internacional d'esgrima de 1933
El Campionat internacional d'esgrima de 1933 fou l'onzena edició de la competició que en l'actualitat es coneix com a Campionat del Món d'esgrima. Es va disputar a Budapest.

## Resultats

### Resultats masculins
| Proves            | Or | Plata                                                                                               | Bronze'                                                                                                 |
| Floret individual | Gioacchino Guaragna | Giulio Gaudini                                                                                      | John Emrys Lloyd                                                                                        |
| Floret per equips | Itàlia Giorgio Bocchino · Manlio Di Rosa · Gioacchino Guaragna · Giorgio Macerata · Giuliano Nostini · Saverio Ragno    | Àustria Ernst Baylon · Richard Brünner · Kurt Ettinger · Josef Losert · Hans Lyon                   | Hongria Sándor Gözsy · János Hajdú · József Hátszeghy · Ottó Hátszeghy · Lajos Maszlay · Egon Meszlényi |
| Sabre individual  | Endre Kabos | Gustavo Marzi                                                                                       | Giulio Gaudini                                                                                          |
| Sabre per equips  | Hongria Aladár Gerevich · György Piller · Endre Kabos · Pál Kovács · Lajos Maszlay · László Rajcsányi · Antal Zirczy    | Itàlia Giulio Gaudini · Gustavo Marzi · Vincenzo Pinton · Emilio Salafia · Silvio Turchi · Ugo Ughi | Regne Unit Charles de Beaumont · Craven Hohler · John Emrys Lloyd · Arthur Pilbrow · Oliver Trinder     |
| Espasa individual | Georges Buchard | Saverio Ragno                                                                                       | Bernard Schmetz                                                                                         |
| Espasa per equips | Itàlia Giancarlo Brusati · Giancarlo Cornaggia-Medici · Renzo Minoli · Saverio Ragno · Franco Riccardi · Mario Visconti | França Georges Buchard · Jacques Coutrot · Louis Prat · Paul Rousset · Bernard Schmetz              | Suècia Raul Årmann · Curt Dahlgren · Hans Drakenberg · Gustaf Dyrssen · Bo Lindman · Sven Thofelt       |

### Resultats femenins
| Proves            | Or                                                           | Plata                                                                                         | Bronze'                                                                                        |
| Floret individual | Gwendoline Neligan                                           | Erna Bogen-Bogáti                                                                             | Mitzi With                                                                                     |
| Floret per equips | Hongria Erna Bogáti · Margit Dany · Ilona Elek · Margit Elek | Regne Unit Elizabeth Carnegy-Arbuthnott · Mary Geddes · Heather Guinness · Gwendoline Neligan | Àustria Grete Friedmann · Elisabeth Grasser · Minna Kastner · Anni Roth · Frieda von Gregurich |

## Medaller
| Posició | País       | Or | Plata | Bronze | Total |
| 1       | Itàlia     | 3  | 4     | 1      | 8     |
| 2       | Hongria    | 3  | 1     | 1      | 5     |
| 3       | Regne Unit | 1  | 1     | 2      | 4     |
| 4       | França     | 1  | 1     | 1      | 3     |
| 5       | Àustria    | 0  | 1     | 1      | 2     |
| 6       | Dinamarca  | 0  | 0     | 1      | 1     |
| 6       | Suècia     | 0  | 0     | 1      | 1     |
| TOTAL   | TOTAL      | 8  | 8     | 8      | 24    |